# Ruedes
Ruedes es una parroquia del concejo asturiano de Gijón, en España. Pertenece a su Distrito Rural.

## Demografía
En 2004 tenía una población de 107 habitantes y en 2022 de 115. Es la parroquia con menor población de todas debido a su lejanía al casco urbano de la ciudad (10,9 km) así como un marcado carácter rural.

## Geografía y comunicaciones
Situada en el sur, limita con el concejo de Siero así como con las parroquias de La Pedrera y Cenero al norte. Su límite occidental está marcado por la vías del Ferrocarril de Langreo, que cuenta con una estación, la estación de La Aguda (1992), aunque el andén esté situada en Cenero.
La estación de Aguda es el único medio de comunicación destacable de la parroquia, puesto que arrastra problemas de transporte, lo que en parte ha provocado que tenga una escasa población.

## Historia
En 1274 Pedro Díaz de Nava funda una malatería para atender enfermos de lepra tras una donación de cien maravedíes. Los Reyes Católicos frenaron en 1493 la usurpación de los terrenos. No quedan restos de la misma.
La parroquia cuenta con la iglesia de Santa María Magdalena, que data del siglo XII aunque reconstruida a finales del siglo XIX. La iglesia cuenta con una imagen de San Lázaro y las fiestas parroquiales son en su honor, lo que podría estar relacionado con la leprosería.

## Toponimia
En el Diccionario toponímico del concejo de Gijón, libro escrito por el filólogo Ramón d'Andrés, se señala que el nombre de la parroquia deriva de la palabra asturiana ruedes, plural de rueda. El autor opina que, en este caso, se referiría más bien a terrenos de forma circular o a alguna característica del terreno que evoca unas ruedas (unas rocas redondas, por ejemplo). Ramón d'Andrés cree que tampoco se puede descartar que rueda fuese en origen el femenino de un participio fuerte del tipo ruedu, rueda o ruedo ("rodado"). Aludiría entonces a caminos por donde "ruedan" o transitan los vehículos.

## Barrios
- Ruedes
- La Figar